# 赤銅鉱
赤銅鉱（せきどうこう、英: cuprite、キュープライト、キュプライト）は鉱物の一種。金属に似た光沢またはダイヤモンド光沢のある紅～赤みがかった茶色の銅酸化鉱物で、組成は酸化銅(I)（Cu2O）。等軸晶系。モース硬度3.5～4。半導体性を持つ。
同じ銅酸化鉱物に黒銅鉱（CuO）があるが、赤銅鉱の方が黒銅鉱に比べ銅含有率が高く産出量が多いため、銅の原料として非常に重要である。美しい赤色をしたものや透明度の高いものは宝石として扱われるが、硬度が低く傷つきやすいため装飾品などには使用できず、専ら観賞用である。

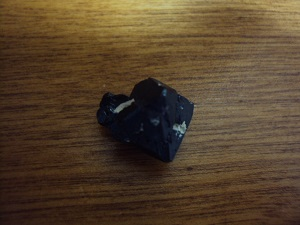
赤銅鉱の結晶

世界の広い範囲で採掘されており、オーストラリア、アメリカアリゾナ州モレンシー鉱山、ルーマニア、ドイツ、フランス、ロシアなどが主な産出国である。また、ナミビアのツメブ鉱山・コンゴ民主共和国の鉱山からは宝石として使われる正八面体の結晶が採掘される。ツメブ鉱山は様々な高品質の鉱物を産出することで有名である。モレンシー鉱山では、自然銅に混じった塊が採取できる。まれに針状の結晶が集合し、針銅鉱とよばれる。